# Gecarcinucidae
Die Gecarcinucidae sind eine Familie der Krabben (Brachyura) und die einzige Familie innerhalb der Überfamilie Gecarcinucoidea mit 371 Arten in 61 Gattungen. Die Vertreter sind reine Süßwasserkrabben und kommen in Westafrika, den Seychellen und Asien vor.

## Merkmale
Der Carapax oval bis annähernd quadratisch, meist breiter als lang. Die Rückenoberfläche ist gewöhnlich glatt, nur selten beborstet. Die Körperregionen sind kaum unterscheidbar. Das gastrokardiale Grübchen ist deutlich, die epigastrischen und postorbitalen Leisten ebenfalls. Die antero- und posterolateralen Ränder sind deutlich abgesetzt, der anterolaterale ist meist deutlich konvex, meist mit einem epibranchialen Zahn. Der Mandibularpalpus ist dreigliedrig, das Endglied deutlich asymmetrisch zweilappig. Das Pleon besteht aus beiden Geschlechtern aus sechs Segmenten, ergänzt durch das Telson. Das Pleon der Männchen ist annähernd dreieckig bis T-förmig, wobei  die letzten drei bis vier Somiten sehr schmal sind. Das erste Gonopodium (G1) ist stark chitinisiert, sein Endsegment stets einfach gebaut und ohne Fortsätze oder Borsten. Das zweite Gonopodium ist relativ kurz, selten länger als die Hälfte von G1.

## Systematik
Die Gattung enthält folgende Arten:
- Adeleana Bott, 1969
- Arachnothelphusa Ng, 1991
- Aradhya Pati, Bajantri & Hegde, 2023
- Austrothelphusa Bott, 1969
- Bakousa Ng, 1995
- Balssiathelphusa Bott, 1969
- Baratha Bahir & Yeo, 2007
- Barytelphusa Alcock, 1909
- Ceylonthelphusa Bott, 1969
- Clinothelphusa Ng & Tay, 2001
- Coccusa S. H. Tan & Ng, 1998
- Currothelphusa Ng, 1990
- Cylindrotelphusa Alcock, 1909
- Esanthelphusa Naiyanetr, 1994
- Gecarcinucus Milne Edwards, 1844
- Geelvinkia Bott, 1974
- Geithusa Ng, 1989
- Ghatiana Pati & Sharma, 2014
- Globitelphusa Alcock, 1909
- Gubernatoriana Bott, 1970
- Guinothusa Yeo & Ng, 2010
- Heterothelphusa Ng & Lim, 1986
- Holthuisana Bott, 1969
- Inglethelphusa Bott, 1970
- Irmengardia Bott, 1969
- Kani Kumar, Raj & Ng, 2017
- Lamella Bahir & Yeo, 2007
- Lepidopthelphusa Colosi, 1920
- Liotelphusa Alcock, 1909
- Mahatha Ng & Tay, 2001
- Mainitia Bott, 1969
- Maydelliathelphusa Bott, 1969
- Mekhongthelphusa Naiyanetr, 1985
- Migmathelphusa O. K. S. Chia & Ng, 2006
- Nautilothelphusa Balss, 1933
- Niasathelphusa Ng, 1991
- Oziotelphusa Muller, 1887
- Parathelphusa H. Milne Edwards, 1853
- Pastilla Ng & Tay, 2001
- Perbrinckia Bott, 1969
- Perithelphusa Man, 1899
- Phricotelphusa Alcock, 1909
- Pilarta Bahir & Yeo, 2007
- Rouxana Bott, 1969
- Salangathelphusa Bott, 1968
- Sartoriana Bott, 1969
- Sayamia Naiyanetr, 1994
- Sendleria Bott, 1969
- Siamthelphusa Bott, 1968
- Snaha Bahir & Yeo, 2007
- Sodhiana Yeo & Ng, 2012
- Somanniathelphusa Bott, 1968
- Spiralothelphusa Bott, 1968
- Stygothelphusa Ng, 1989
- Sundathelphusa Bott, 1969
- Syntripsa O. K. S. Chia & Ng, 2006
- Terrathelphusa Ng, 1989
- Thaksinthelphusa Ng & Naiyanetr, 1993
- Thelphusula Bott, 1969
- Torhusa Ng, 1997
- Travancoriana Bott, 1969
- Vanni Bahir & Yeo, 2007
- Vela Bahir & Yeo, 2007